# Ochrosia tenimberensis
Ochrosia tenimberensis är en oleanderväxtart som beskrevs av Markgr.. Ochrosia tenimberensis ingår i släktet Ochrosia och familjen oleanderväxter. Inga underarter finns listade i Catalogue of Life.